# پاتریک پمبرتون
پاتریک پمبرتون (انگلیسی: Patrick Pemberton؛ زاده ۲۴ آوریل ۱۹۸۲) یک بازیکن فوتبال اهل کاستاریکا است.

## دوران بازی حرفه‌ای
او شغل خود به عنوان فوتبالیست را از باشگاه آلاجولونز (به انگلیسی: Alajuelense) آغاز کرد اما اولین بازی لیگ خود را با تیم کارملیتا (به انگلیسی: Carmelita) در ۱۱ سپتامبر ۲۰۰۴ در برابر پرز زلدون (به انگلیسی: Pérez Zeledón) انجام داد. او در ۱۵ ژوئن ۲۰۱۲ به عنوان بهترین دروازه‌بان مسابقات UNAFUT انتخاب شد. وی همچنین در تیم ملی فوتبال کاستاریکا بازی کرده‌است.